# 山崎佑美
山崎 佑美（やまざき ゆみ、1989年10月15日 - ）は、日本の女性声優、舞台女優。神奈川県横浜市出身。

## 人物
幼稚園時代に入院していた時期があり、その時の楽しみが絵を描く事とテレビを観る事、本を読む事だった。絵を描く事が好きで、「絵を通して自分の世界を表現したいなぁ」、「漫画家になりたいなぁ」と思い雑誌に投稿したりしていたほど当初は漫画家を目指していたという。
高校受験の時に「もっと絵の勉強をしたい」と思い自分で調べて美術専門の高校に進学。その学校に声優部があり、「山崎の声は面白いから入部してみたら」と声をかけてもらった。このことについては部員確保の為の声かけだったかもしれないが、絵以外を褒められる事がなく、アニメにも興味があったため入部。
その後、演技経験もなかったものの、いきなり文化祭公演にメインのキャラクターで出演する事になり、当時は1年生は山崎だけであとは皆先輩だった。その時に「こりゃあ大変だ」と慌てて声優の勉強を始めてまず「『声優』ってなんだろう？」というところから調べていた。インターネットで調べていた様々なブログの中でヒットしたある会社のブログで、その会社の人物がそのブログに「自分の会社のキャラクターが話せたらいいのにな」と書いており、「これだ!」と思いすぐに「そのキャラクターの声、私にやらせてください!声優の勉強中なのでお金はいりません!」とメッセージを出していた。それがきっかけで、声優としての活動を始める。
以前は元氣プロジェクトに所属し、現在はワイスプロダクションのジュニア所属を経て正所属として活躍する。
アミューズメントメディア総合学院15期生。趣味はスタンプラリー、お菓子作り。カレー屋さん巡り。また特技は絵を描く事、書道。ニックネームは「ゆみろー」。

## 作品リスト

### アニメ／OVA
- 『世にも奇妙な漫☆画太郎』①②
- 『Gioconda』モンナ役（主役）
- 『魔法使い！？まなみ』司書役

### 外画アニメ
- 『ことばのパーティ』フラニー役
- 『スーパーブック』ロビック役
- 『せんすいかんウーリー!トレジャーパイレーツ』ケイト役他

### 外画
- 『放課後ロックンロール』ジゼル役
- 『ザ・ガールズ』スーザン役
- 『ミラノ・コネクション』サラ役
- 『ゾンビ処刑人』オグモニック役
- 『蝶の舌』男の子役
- 『三国史英傑伝関羽』糜夫人役

### CDドラマ
- 『聖★めろんぱんぬフェアリーズvol.1』羊田もこみ役
- 『聖★めろんぱんぬフェアリーズvol.2～地底豚の侵略～』地底豚 役
- 『落語CDドラマ其の貮～浜野規矩～』町人 役
- 『落語CDドラマ其の参～唐茄子屋政談～』坊や役
- 『クリスマスキャロル～聖夜の奇蹟～』 スクルージの姉 役
- 『くるみ割り人形～絆、時空を超えて～』 雪の妖精 役
- 『渋色ポップティーン』 ミサキ役

### キャラクターボイス
- 『もちくん』　もちくん役

### オーディオブック
- 『妖精を呼ぶ本』
- 『The Angel‘s Message』

### ラジオ
- すまいるFM『SOUND SALADA!』パーソナリティー(毎週土曜日昼12時～放送中)

### ナレーション
- ジアムーバー酸化水」WebCMナレーション
- 勤怠管理「EnCollabo」WebCMナレーション
- 簡単フォトブック「PUBLICA」WebCMナレーション
- (株)筒井塗装HP内ナレーション

### 舞台
- 『藤川流舞踊会座頭市』浅草公会堂

### ゲーム
- ニンテンドー3DSware『おきらくシリーズ』のぞみ役

### Webテレビ
- BeeTV『3枚目のボディーガード～ボクはキミだけを守りぬく～』
- USTREAM『ゆみろーのスイパラ!』(毎月第2水曜日21時)
- YOUTUBE『うにゅにゅプロジェクト』 秘書役

### CM
- 『ACジャパン第7回公共広告学生賞』準グランプリ